# Paraconiothyrium variabile
Paraconiothyrium variabile är en svampart som beskrevs av Riccioni, Damm, Verkley & Crous 2008. Paraconiothyrium variabile ingår i släktet Paraconiothyrium och familjen Montagnulaceae.   Inga underarter finns listade i Catalogue of Life.